# Tine Gotthelf
Tine Gotthelf (født 18. maj 1968) er en dansk skuespiller.
Gotthelf er uddannet fra Statens Teaterskole i 1998. Siden 2001 har hun været ansat ved Aalborg Teater, bl.a. i Ulysses von Ithacia og Laser og pjalter. I 2004 medvirkede hun i Annie Get Your Gun på Det Danske Teater, hvor hun spillede hovedrollen.

## Filmografi
- Den attende (1996)
- Strisser på Samsø (1997-1998)
- Hotel Transylvania (stemme, 2012)